# Ghana aux Jeux olympiques d'hiver de 2022
Le Ghana participe aux Jeux olympiques d'hiver de 2022 à Pékin en Chine du 9 au 20 février 2022. Il s'agit de sa huitième participation à des Jeux d'hiver.

## Résultats

### Ski alpin
Carlos Mäder, skieur de 44 ans natif de Cape Coast mais adopté par une famille suisse, parvient à décrocher un quota en slalom géant même s'il est classé au delà de la 3000e place avec trois étapes sur la saison 2021-2022. Il avait déjà tenté de se qualifier pour les Jeux en 2017 mais n'avait pas engrangé de points suffisants[réf. nécessaire].
| Athlète      | Épreuve      | 1re manche | 1re manche | 2e manche | 2e manche | Total   | Total   |
| Athlète      | Épreuve      | Temps      | Rang       | Temps     | Rang      | Temps   | Rang    |
| ------------ | ------------ | ---------- | ---------- | --------- | --------- | ------- | ------- |
| Carlos Mäder | Slalom géant | Abandon    | Abandon    | Éliminé   | Éliminé   | Éliminé | Éliminé |